# Hussain Shah Syed
Syed Hussain Shah, född den 14 augusti 1964, är en pakistansk boxare som tog OS-brons i mellanviktsboxning 1988 i Seoul. Han var den förste pakistanaren som vann en OS-medalj i boxning. Egerton Marcus slog Hussain i semifinalen. 